# Campaspe
Campaspe är en kommun i Australien. Den ligger i delstaten Victoria, omkring 170 kilometer norr om delstatshuvudstaden Melbourne. Antalet invånare var 37 061 vid folkräkningen 2016.
Följande samhällen finns i Campaspe:
- Echuca
- Kyabram
- Rochester
- Rushworth
- Stanhope
- Gunbower